# Campionati del mondo di atletica leggera indoor 2012 - 400 metri piani maschili
La competizione si è svolta il 9 e il 10 marzo 2012.

## Podio
| Pos.    | Atleta           | Nazionalità | Tempo |
| ------- | ---------------- | ----------- | ----- |
| Oro     | Nery Brenes      | Costa Rica  | 45"11 |
| Argento | Demetrius Pinder | Bahamas     | 45"34 |
| Bronzo  | Chris Brown      | Bahamas     | 45"90 |

## Situazione pre-gara

### Record
Prima di questa competizione, il record del mondo e il record dei campionati erano i seguenti.
| Record                | Prestazione | Atleta                     | Data                       | Competizione                     |
| --------------------- | ----------- | -------------------------- | -------------------------- | -------------------------------- |
| Record mondiale       | 44"57       | Kerron Clement Stati Uniti | 12 marzo 2005 Fayetteville | Campionati NCAA indoor 2005      |
| Record dei campionati | 45"26       | Harry Reynolds Stati Uniti | 14 marzo 1993 Toronto      | Campionati del mondo indoor 1993 |

### Campioni in carica
I campioni in carica, a livello mondiale e continentale, erano:
| Campione | Atleta                   | Prestazione | Data                | Competizione                     |
| -------- | ------------------------ | ----------- | ------------------- | -------------------------------- |
| Mondiale | Chris Brown Bahamas      | 45"96       | 13 marzo 2010 Doha  | Campionati del mondo indoor 2010 |
| Europeo  | Leslie Djhone Portogallo | 45"54       | 5 marzo 2011 Parigi | Campionati europei indoor 2011   |

### La stagione
Prima di questa gara, gli atleti con le migliori tre prestazioni dell'anno erano:
| # | Atleta                   | Prestazione | Data                          |
| - | ------------------------ | ----------- | ----------------------------- |
| 1 | Kirani James Grenada     | 45"19       | 11 febbraio 2012 Fayetteville |
| 2 | Gil Roberts Giamaica     | 45"39       | 10 febbraio 2012 Albuquerque  |
| 3 | Demetrius Pinder Bahamas | 45"40       | 11 febbraio 2012 Fayetteville |

## Batterie
Le batterie si sono svolte a partire dalle 12:20 del 9 marzo 2012.
Si sono qualificati per le semifinali i primi 2 di ogni batteria e i 6 migliori tempi.

### Batteria 1
| Pos. | Nome                 | Nazione                 | Tempo | Note             |
| ---- | -------------------- | ----------------------- | ----- | ---------------- |
| 1    | Demetrius Pinder     | Bahamas                 | 46"49 | Q                |
| 2    | Tabarie Henry        | Isole Vergini Americane | 46"71 | Q                |
| 3    | Mark Ujakpor         | Spagna                  | 47"06 | q                |
| 4    | Wala Gime            | Papua Nuova Guinea      | 48"85 |                  |
| 5    | Yaovi Michael Gougou | Benin                   | 51"20 | Record nazionale |

### Batteria 2
| Pos. | Nome                 | Nazione         | Tempo | Note |
| ---- | -------------------- | --------------- | ----- | ---- |
| 1    | Kirani James         | Grenada         | 46"64 | Q    |
| 2    | Nery Brenes          | Costa Rica      | 46"77 | Q    |
| 3    | Luguelín Santos      | Rep. Dominicana | 47"07 | q    |
| 4    | Rabah Yousif         | Sudan           | 47"30 | q    |
| 5    | Maksim Aleksandrenko | Russia          | 47"78 | q    |

### Batteria 3
| Pos. | Nome                 | Nazione           | Tempo | Note                                     |
| ---- | -------------------- | ----------------- | ----- | ---------------------------------------- |
| 1    | Nigel Levine         | Regno Unito       | 47"56 | Q                                        |
| 2    | Lorenzo Valentini    | Italia            | 48"58 | Q                                        |
| 3    | Bacar Houmadi Jannot | Comore            | 49"58 |                                          |
| 4    | Andrés Silva         | Uruguay           | 51"93 | Miglior prestazione personale stagionale |
|      | Lalonde Gordon       | Trinidad e Tobago | DSQ   |                                          |

### Batteria 4
| Pos. | Nome                | Nazione           | Tempo | Note                                     |
| ---- | ------------------- | ----------------- | ----- | ---------------------------------------- |
| 1    | Gil Roberts         | Stati Uniti       | 47"57 | Q                                        |
| 2    | Valentin Krugljakov | Russia            | 47"70 | Q                                        |
| 3    | Jarrin Solomon      | Trinidad e Tobago | 47"82 |                                          |
| 4    | Takeshi Fujiwara    | El Salvador       | 48"96 | Miglior prestazione personale stagionale |
| 5    | Kristijan Efremov   | Macedonia         | 50"23 |                                          |

### Batteria 5
| Pos. | Nome                      | Nazione     | Tempo | Note                          |
| ---- | ------------------------- | ----------- | ----- | ----------------------------- |
| 1    | Pavel Maslák              | Rep. Ceca   | 47"00 | Q                             |
| 2    | Richard Buck              | Regno Unito | 47"05 | Q                             |
| 3    | Erison Hurtault           | Dominica    | 47"63 | q                             |
| 4    | Trausti Stefánsson        | Islanda     | 48"86 |                               |
| 5    | Ak. Hafiy Tajuddin Rositi | Brunei      | 51"02 | Record nazionale              |
| 6    | Hussein Al-Fedheili       | Oman        | 55"15 | Miglior prestazione personale |

### Batteria 6
| Pos. | Nome             | Nazione     | Tempo | Note                          |
| ---- | ---------------- | ----------- | ----- | ----------------------------- |
| 1    | Chris Brown      | Bahamas     | 47"28 | Q                             |
| 2    | Calvin Smith Jr. | Stati Uniti | 47"46 | Q                             |
| 3    | Ali Ekber Kayaş  | Turchia     | 47"55 | q                             |
| 4    | Nika Kartavtsevi | Georgia     | 48"27 | Miglior prestazione personale |
| 5    | Bahaa Al Farra   | Palestina   | 51"65 | Record nazionale              |
| 6    | Jeofry Limtiaco  | Guam        | 53"67 | Miglior prestazione personale |

## Semifinali
Le semifinali si sono disputate a partire dalle 20:10 del 9 marzo 2012.

I primi 2 classificati di ogni batteria si sono qualificati per la finale.

### Batteria 1
| Pos. | Nome                 | Nazione                 | Tempo | Note |
| ---- | -------------------- | ----------------------- | ----- | ---- |
| 1    | Demetrius Pinder     | Bahamas                 | 45"94 | Q    |
| 2    | Tabarie Henry        | Isole Vergini Americane | 46"01 | Q    |
| 3    | Mark Ujakpor         | Spagna                  | 46"98 |      |
| 4    | Gil Roberts          | Stati Uniti             | 47"01 |      |
| 5    | Lorenzo Valentini    | Italia                  | 48"47 |      |
| 6    | Maksim Aleksandrenko | Russia                  | 49"76 |      |

### Batteria 2
| Pos. | Nome             | Nazione     | Tempo | Note |
| ---- | ---------------- | ----------- | ----- | ---- |
| 1    | Chris Brown      | Bahamas     | 46"37 | Q    |
| 2    | Pavel Maslák     | Rep. Ceca   | 46"49 | Q    |
| 3    | Richard Buck     | Regno Unito | 46"68 |      |
| 4    | Calvin Smith Jr. | Stati Uniti | 47"09 |      |
| 5    | Ali Ekber Kayaş  | Turchia     | 48"16 |      |
| 6    | Rabah Yousif     | Sudan       | DNF   |      |

### Batteria 3
| Pos. | Nome                | Nazione         | Tempo | Note |
| ---- | ------------------- | --------------- | ----- | ---- |
| 1    | Nery Brenes         | Costa Rica      | 46"01 | Q    |
| 2    | Kirani James        | Grenada         | 46"04 | Q    |
| 3    | Nigel Levine        | Regno Unito     | 46"46 |      |
| 4    | Luguelín Santos     | Rep. Dominicana | 46"83 |      |
| 5    | Valentin Krugljakov | Russia          | 47"34 |      |
| 6    | Erison Hurtault     | Dominica        | 48"68 |      |

## Finale
La finale si è svolta alle 19:30 del 10 marzo 2012.
| Pos.    | Nome             | Nazione                 | Tempo | Note                                     |
| ------- | ---------------- | ----------------------- | ----- | ---------------------------------------- |
| Oro     | Nery Brenes      | Costa Rica              | 45"11 | Record dei campionati · Record nazionale |
| Argento | Demetrius Pinder | Bahamas                 | 45"34 | Miglior prestazione personale stagionale |
| Bronzo  | Chris Brown      | Bahamas                 | 45"90 | Miglior prestazione personale stagionale |
| 4       | Tabarie Henry    | Isole Vergini Americane | 45"96 | Miglior prestazione personale stagionale |
| 5       | Pavel Maslák     | Rep. Ceca               | 46"19 |                                          |
| 6       | Kirani James     | Grenada                 | 46"21 |                                          |